# اختفاء (في العلاقات)

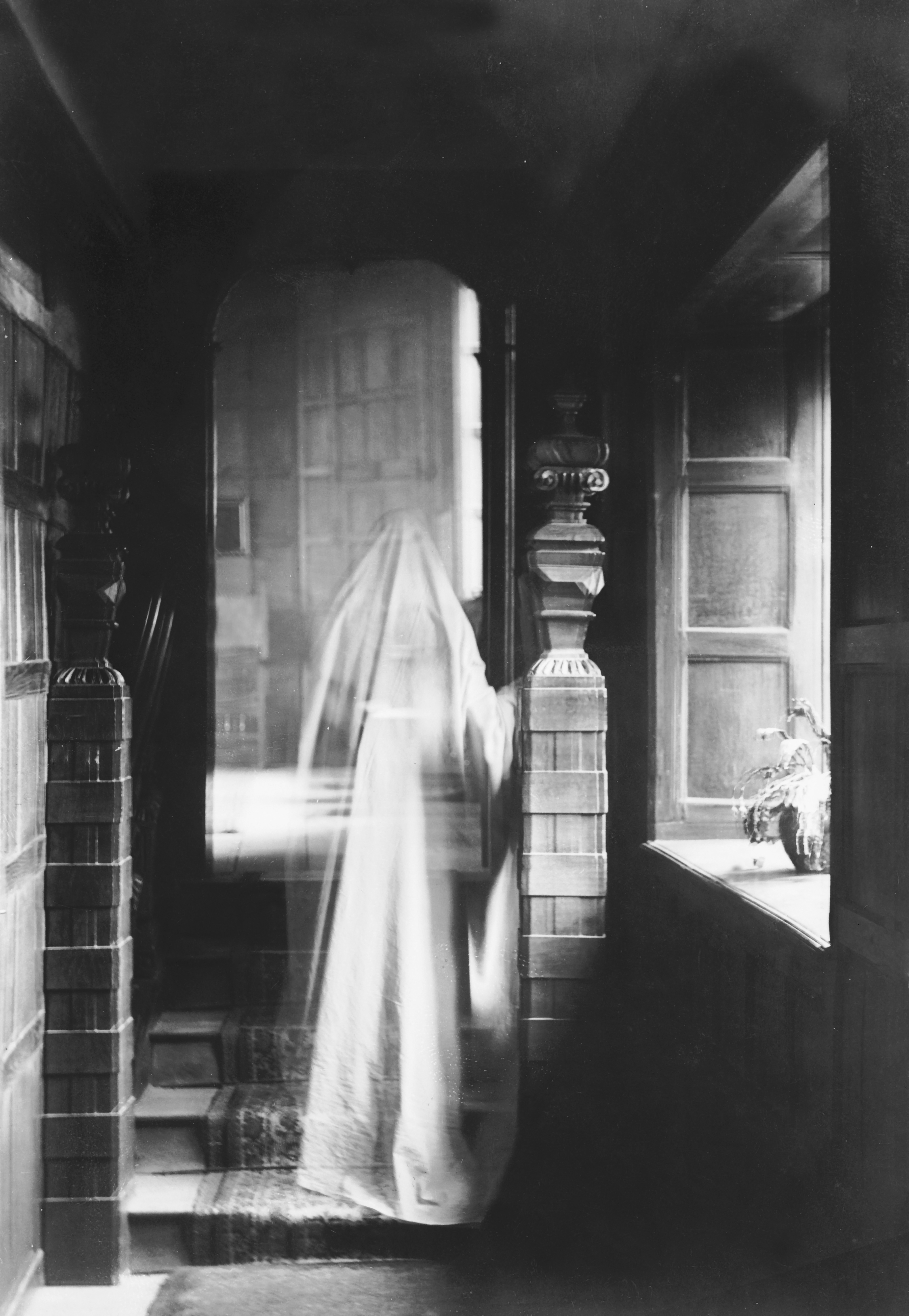
"التلاشي" (Ghosting) يشير إلى إنهاء الاتصال فجأة ودون تفسير، مما يترك الطرف الآخر في حالة غموض، مشابهًا لاختفاء الشبح.

غوستينغ أو الاختفاء (بالإنجليزية: Ghosting)‏ (غوستينغ (Ghosting) أُخذت من كلمة غوست (Ghost)، وتعني شبح) هو مصطلح عامي يستخدم لوصف ممارسة التوقف عن الاتصال والتواصل مع شريك أو صديق أو فرد مماثل من دون أي تحذير واضح أو مبرر وبالتالي تجاهل أي محاولات للوصول أو الاتصالات التي أدلى بها الشريك، الصديق، أو الفرد. نشأ المصطلح في أوائل عقد 2000. في عقد 2010، أفادت وسائل الإعلام عن حدوث زيادة في الاختفاء، والتي تُعزى إلى الاستخدام المتزايد لوسائل التواصل الاجتماعي وتطبيقات المواعدة عبر الإنترنت.

## أصل المصطلح
يُستخدم المصطلح في سياق التبادلات عبر الإنترنت، وأصبح شائعًا بحلول عام 2015 من خلال العديد من المقالات حول فسخ العلاقات مع المشاهير، واستمر استخدامه على نطاق واسع. لقد كان المصطلح موضوع العديد من المقالات والمناقشات حول المواعدة والعلاقات في وسائل الإعلام المختلفة. تم تضمينه في قاموس كولينز الإنجليزي في عام 2015.

## في الثقافة الشعبية
يبدو أن الاختفاء أصبح أكثر شيوعًا. تم اقتراح تفسيرات مختلفة، ولكن غالبًا ما يتم إلقاء اللوم على وسائل التواصل الاجتماعي، وكذلك تطبيقات المواعدة وتبني هوية مخفية إلى حد ما، والعزلة النسبية في ثقافة المواعدة والتواصل الحديث، مما يسهل قطع الاتصال مع بعض التداعيات الاجتماعية. بالإضافة إلى ذلك، كلما أصبح السلوك أكثر شيوعًا، كلما أصبح الأفراد غير مبالين تجاهه. اقترح آخرون أن ذلك يرجع إلى تراجع التعاطف في المجتمع، بالتزامن مع الترويج لثقافة الأنا المفرطة والنرجسية.
لا يقتصر الاختفاء على سياقات العلاقات الحميمة فقط. يمكن أن يحدث أيضًا بين الأصدقاء أو حتى أفراد الأسرة، ويمكن أن يمارسه أصحاب العمل مع المرشحين المحتملين للقبول في وظيفةٍ ما.

## في العلاقات الشخصية
قد يكون الاختفاء مؤذي بشكل خاص لمن هم على الطرف المتلقي، مما قد يتسبب في مشاعر النبذ والرفض. يعتبر بعض المتخصصين في الصحة العقلية أن الاختفاء هو شكل عدواني سلبي من الإساءة العاطفية، ونوع من المعاملة الصامتة أو سلوك المماطلة، والقسوة العاطفية.
يقول ألكسندر أباد-سانتوس في مقالته «دفاعًا عن الاختفاء»: «إن الشيء الذي يقوض هذه الخطب اللاذعة ضد التخفي هو أننا... [نحن] نعرف ما حدث مع المختفي. العلاقة لم تنجح... وأحيانا لا يمكننا أن نقبل بذلك». يتابع: «في جوهرها، الاختفاء واضح مثل أي شكل آخر من أشكال الرفض. سبب الشكوى من ذلك هو أننا أردنا نتيجة مختلفة... وهذا أمر مفهوم تمامًا».
ومع ذلك، لا تأخذ هذه الحجة في حسبان الغموض المتأصل في التخفي، فالشخص الذي يتم التخفي عليه لا يعرف ما إذا كان قد تم رفضه لشيء فعله أو فعله شخص آخر، وما إذا كان الشخص الذي يتخفى يشعر بالخجل أو لا يعرف كيف ينفصل (أو يخشى إيذاء مشاعر الآخرين). قد لا يرغب المتخفي أيضًا في مواعدة الضحية بعد الآن، أو ربما يكون قد بدأ في مواعدة شخص آخر مع الاحتفاظ بالمتخفى عليه كخيار احتياطي في حالة عدم نجاح العلاقة مع الشخص لآخر المذكور، أو يمكن أنهم يواجهون مشاكل خطيرة في حياتهم. قد يصبح من المستحيل معرفة ما هو السبب ورا التخفي، مما يجعل الوضع مرهقًا ومؤلماً.

## المصطلحات والسلوكيات ذات الصلة
بينما يشير مصطلح «غوستينغ» إلى «الاختفاء من حياة شخص مميز بشكل غامض وبدون تفسير»، تم تحديد العديد من السلوكيات المماثلة، والتي تشمل درجات مختلفة من الاتصال المستمر مع الشخص. على سبيل المثال، «كاسبرينغ» هو «بديل ودود للتخفي. بدلاً من تجاهل شخص ما، تكون صادق حول ما تشعر به تجاه الشخص الآخر وتقول له، حينها يخيب أمله» بلطف«قبل أن تختفي من حياته.» تم اقتراح استجابة محتملة للمتخفي باستخدام «إصطياد الأشباح»: وهي إجبار «المتخفي» على الرد. ثم هناك الطريقة الحسية والإيجابية، ولكن أيضًا مرتبطة بالإختفاء، مارلينغ (Marleying)، وهو «عندما يتصل بك حبيب سابق بشكل مفاجئ في أحد الأعياد». «كلوكنغ» (Cloaking) هو سلوك آخر مرتبط يحدث عندما يتم حظرك من قبل شخص توافق معك (توافق إختيار الشريكين لبعضهما داخل تطبيق المواعدة) عبر الإنترنت على جميع التطبيقات المختلفة أثناء استعدادك للمواعدة. تمت صياغة هذا المصطلح من قبل الصحفية في ماشبل راتشيل تومبسون، بعد أن وافقت للحصول على موعد من خلال توافق مع شخص آخر عبر تطبيق هينج ولكن تم حظرها على جميع التطبيقات.

## أبحاث
في عام 2014، أجرت يوجوف استطلاع لمعرفة ما إذا كان الأمريكيون قد إختفوا على شركائهم لإنهاء العلاقة. في الاستطلاع، تم إجراء مقابلات مع 1000 أمريكي بالغ حول موضوع الاختفاء، مع نتائج أظهرت أن ما يزيد قليلاً عن 10٪ من الأمريكيين قد إختفوا عن شخصٍ ما للانفصال عنهم.